# Jeż Jerzy
Jeż Jerzy ist ein polnischer Comic von Rafał Skarżycki und Tomasz Lew Leśniak.
Der Titelheld ist ein Igel (pl.: Jeż) mit Namen Jerzy (sprich: Jeschi, pl. für George, Jörg oder Jürgen). Sein nach hinten getragenes Basecap, ein Skateboard und der charakteristische Slang weisen ihn als Skater oder Hip-Hopper aus, obwohl dies in späteren Heften weniger betont wird.

## Inhalt
In den satirischen Episoden werden alle gesellschaftlichen Gruppen von Neo-Nazis über Umweltschützer bis hin zu Politikern (z. B. Grzegorz Kołodko oder der polnische Rechtspopulist Andrzej Lepper) aufs Korn genommen.
Die Neo-Nazis werden von Zenek und Stefan repräsentiert. Sie sind Mitglieder der sog. allpolnischen Jugend und die Erzfeinde von Jerzy. Jerzy kommt ihnen dank seiner Findigkeit nach anfänglichen Schwierigkeiten immer wieder davon.

## Veröffentlichung
Die erste Folge von Jeż Jerzy erschien 1996 im Magazin Ślizg, das erste Comic-Album erschien 2002. Bisher erschienen acht Alben.

## Auszeichnungen
Eine der Episoden von Jez Jerzy hat 1999 den Großen Preis des Comic-Festivals in Łódź gewonnen.